# Anton Krásnohorský
Anton Krásnohorský est un footballeur tchécoslovaque né le 22 octobre 1925 et mort le 25 juillet 1988. Il évoluait au poste de milieu de terrain.

## Biographie
International, il reçoit 9 sélections en équipe de Tchécoslovaquie de 1949 à 1952. Il fait partie du groupe tchécoslovaque lors de la coupe du monde 1954.

## Carrière
- ATK Prague
- Sokol Slovena Žilina